# Tenis stołowy na Letnich Igrzyskach Paralimpijskich 2024
Turnieje tenisa stołowego na Letnich Igrzyskach Paralimpijskich 2024 w Paryżu odbędą się w dniach 29 sierpnia – 7 września 2024 w hali Paris Expo Porte de Versailles.

## Klasy niepełnosprawności
Klasy 1-5 - niepełnosprawność ruchowa (osoby poruszające się na wózkach) 

Klasy 6-10 - niepełnosprawność ruchowa (osoby stojące) 

Klasa 11 - niepełnosprawność intelektualna 

## Konkurencje
W grze pojedynczej zawodnicy startują w konkurencjach odpowiadających ich klasie niepełnosprawności.

W grze podwójnej (np. MD18) zawodnicy startują w konkurencjach których liczbowe oznaczenie oznacza sumę ich klas niepełnosprawności.

## Rezultaty

### Mężczyźni

#### Gra pojedyncza
| Konkurencja     | Złoto             | Srebro              | Brąz                        |
| Klasa 1 (MS1)   | Yunier Fernández  | Rob Davies          | Federico Falco              |
| Klasa 1 (MS1)   | Yunier Fernández  | Rob Davies          | Endre Major                 |
| Klasa 2 (MS2)   | Rafał Czuper      | Jiři Suchánek       | Cha Soo-yong                |
| Klasa 2 (MS2)   | Rafał Czuper      | Jiři Suchánek       | Fabien Lamirault            |
| Klasa 3 (MS3)   | Feng Panfeng      | Thomas Schmidberger | Yuttajak Glinbancheun       |
| Klasa 3 (MS3)   | Feng Panfeng      | Thomas Schmidberger | Jang Yeong-jin              |
| Klasa 4 (MS4)   |                   |                     | Kim Jung-gil                |
| Klasa 4 (MS4)   | Isau Ogunkunle    |                     |                             |
| Klasa 5 (MS5)   | Tommy Urhaug      | Cheng Ming-chih     | Ali Öztürk                  |
| Klasa 5 (MS5)   | Tommy Urhaug      | Cheng Ming-chih     | Mitar Palikuća              |
| Klasa 6 (MS6)   | Matteo Parenzan   | Rungroj Thainiyom   | Peter Rosenmeier            |
| Klasa 6 (MS6)   | Matteo Parenzan   | Rungroj Thainiyom   | Ian Seidenfeld              |
| Klasa 7 (MS7)   | Yan Shuo          | Will Bayley         | Jean-Paul Montanus          |
| Klasa 7 (MS7)   | Yan Shuo          | Will Bayley         | Chalermpong Punpoo          |
| Klasa 8 (MS8)   | Wiktor Didukh     | Zhao Shuai          | Maksym Nikolenko            |
| Klasa 8 (MS8)   | Wiktor Didukh     | Zhao Shuai          | Phisit Wangphonphathanasiri |
| Klasa 9 (MS9)   | Laurens Devos     | Lucas Didier        | Ander Cepas                 |
| Klasa 9 (MS9)   | Laurens Devos     | Lucas Didier        | Ma Lin                      |
| Klasa 10 (MS10) | Patryk Chojnowski | Lian Hao            | Matéo Bohéas                |
| Klasa 10 (MS10) | Patryk Chojnowski | Lian Hao            | Filip Radović               |
| Klasa 11 (MS11) | Kim Gi-tae        | Chen Po-yen         | Samuel Von Einem            |
| Klasa 11 (MS11) | Kim Gi-tae        | Chen Po-yen         | Péter Pálos                 |

#### Gra podwójna
| Konkurencja | Złoto                                       | Srebro                                                      | Brąz                                                |
| Klasa MD4   | Słowacja · Peter Lovas · Ján Riapoš         | Korea Południowa · Jang Yeong-jin · Park Sung-joo           | Francja · Fabien Lamirault · Julien Michaud         |
| Klasa MD4   | Słowacja · Peter Lovas · Ján Riapoš         | Korea Południowa · Jang Yeong-jin · Park Sung-joo           | Korea Południowa · Cha Soo-yong · Park Jin-cheol    |
| Klasa MD8   | Chiny · Cao Ningning · Feng Panfeng         | Niemcy · Valentin Baus · Thomas Schmidberger                | Tajlandia · Wanchai Chaiwut · Yuttajak Glinbancheun |
| Klasa MD8   | Chiny · Cao Ningning · Feng Panfeng         | Niemcy · Valentin Baus · Thomas Schmidberger                | Turcja · Abdullah Öztürk · Nesim Turan              |
| Klasa MD14  | Chiny · Liao Keli · Yan Shuo                | Tajlandia · Phisit Wangphonphathanasiri · Rungroj Thainiyom | Wielka Brytania · Paul Karabardak · Billy Shilton   |
| Klasa MD14  | Chiny · Liao Keli · Yan Shuo                | Tajlandia · Phisit Wangphonphathanasiri · Rungroj Thainiyom | Francja · Esteban Herrault · Clément Berthier       |
| Klasa MD18  | Polska · Piotr Grudzień · Patryk Chojnowski | Chiny · Zhao Yiqing · Liu Chaodong                          | Chiny · Lian Hao · Zhao Shuai                       |
| Klasa MD18  | Polska · Piotr Grudzień · Patryk Chojnowski | Chiny · Zhao Yiqing · Liu Chaodong                          | Brazylia · Claudio Massad · Luiz Manara             |

### Kobiety

#### Gra pojedyncza
| Konkurencja         | Złoto           | Srebro             | Brąz               |
| Klasa 1-2 (WS1-WS2) | Giada Rossi     | Liu Jing           | Dorota Bucław      |
| Klasa 1-2 (WS1-WS2) | Giada Rossi     | Liu Jing           | Seo Su-yeon        |
| Klasa 3 (WS3)       | Anđela Mužinić  | Yoon Ji-yu         | Carlotta Ragazzini |
| Klasa 3 (WS3)       | Anđela Mužinić  | Yoon Ji-yu         | Xue Juan           |
| Klasa 4 (WS4)       |                 |                    | Gu Xiaodan         |
| Klasa 4 (WS4)       | Zhou Ying       |                    |                    |
| Klasa 5 (WS5)       | Zhang Bian      | Pan Jiamin         | Moon Sung-hye      |
| Klasa 5 (WS5)       | Zhang Bian      | Pan Jiamin         | Jung Young-a       |
| Klasa 6 (WS6)       |                 |                    | Maliak Aliewa      |
| Klasa 6 (WS6)       | Camelia Ciripan |                    |                    |
| Klasa 7 (WS7)       | Kelly van Zon   | Kübra Öçsoy Korkut | Bly Twomey         |
| Klasa 7 (WS7)       | Kelly van Zon   | Kübra Öçsoy Korkut | Wang Rui           |
| Klasa 8 (WS8)       | Huang Wenjuan   | Aida Dahlen        | Juliane Wolf       |
| Klasa 8 (WS8)       | Huang Wenjuan   | Aida Dahlen        | Florencia Pérez    |
| Klasa 9 (WS9)       |                 |                    | Lei Lina           |
| Klasa 9 (WS9)       | Alexa Szvitacs  |                    |                    |
| Klasa 10 (WS10)     | Yang Qian       | Natalia Partyka    | Bruna Alexandre    |
| Klasa 10 (WS10)     | Yang Qian       | Natalia Partyka    | Tien Shiau-wen     |
| Klasa 11 (WS11)     | Natsuki Wada    | Jelena Prokofiewa  | Ebru Acer          |
| Klasa 11 (WS11)     | Natsuki Wada    | Jelena Prokofiewa  | Kanami Furukawa    |

#### Gra podwójna
| Konkurencja | Złoto                               | Srebro                                        | Brąz                                                      |
| Klasa WD5   | Chiny · Liu Jing · Xue Juan         | Korea Południowa · Seo Su-yeon · Yoon Ji-yu   | Brazylia · Cátia Oliveira · Joyce de Oliveira             |
| Klasa WD5   | Chiny · Liu Jing · Xue Juan         | Korea Południowa · Seo Su-yeon · Yoon Ji-yu   | Tajlandia · Dararat Asayut · Chilchitparyak Bootwansirina |
| Klasa WD10  | Chiny · Gu Xiaodan · Pan Jiamin     | Serbia · Nada Matić · Borislava Perić         | Korea Południowa · Kang Oe-jeong · Lee Mi-gyu             |
| Klasa WD10  | Chiny · Gu Xiaodan · Pan Jiamin     | Serbia · Nada Matić · Borislava Perić         | Korea Południowa · Jung Young-a · Moon Sung-hye           |
| Klasa WD14  | Chiny · Huang Wenjuan · Jin Yucheng | Niemcy · Stephanie Grebe · Juliane Wolf       | Norwegia · Aida Dahlen · Merethe Tveiten                  |
| Klasa WD14  | Chiny · Huang Wenjuan · Jin Yucheng | Niemcy · Stephanie Grebe · Juliane Wolf       | Wielka Brytania · Felicity Pickard · Bly Twomey           |
| Klasa WD20  | Australia · Lei Lina · Yang Qian    | Chińskie Tajpej · Lin Tzu-yu · Tien Shiau-wen | Polska · Natalia Partyka · Karolina Pęk                   |
| Klasa WD20  | Australia · Lei Lina · Yang Qian    | Chińskie Tajpej · Lin Tzu-yu · Tien Shiau-wen | Brazylia · Bruna Alexandre · Danielle Rauen               |

### Konkurencje mieszane

#### Gra podwójna
| Konkurencja | Złoto                             | Srebro                                             | Brąz                                       |
| Klasa XD7   | Chiny · Zhou Ying · Feng Panfeng  | Tajlandia · Yuttajak Glinbancheun · Wijittra Jaion | Chiny · Zhai Xiang · Gu Xiaodan            |
| Klasa XD7   | Chiny · Zhou Ying · Feng Panfeng  | Tajlandia · Yuttajak Glinbancheun · Wijittra Jaion | Francja · Flora Vautier · Florian Merrien  |
| Klasa XD17  | Chiny · Mao Jingdian · Zhao Shuai | Chiny · Peng Weinan · Xiong Guiyan                 | Polska · Karolina Pęk · Piotr Grudzień     |
| Klasa XD17  | Chiny · Mao Jingdian · Zhao Shuai | Chiny · Peng Weinan · Xiong Guiyan                 | Ukraina · Wiktor Didukh · Iryna Szynkarowa |